# Fujiwara no Michinaga
Fujiwara no Michinaga (藤原道长, , 966 - 3 de janeiro de 1028) foi um político japonês e representou o auge do controle do Ramo Hokke do Clã Fujiwara no governo do país. Exercido de fato sobre o Japão no início do Século XI , foi pai de quatro imperatrizes, tio de dois imperadores e avô de três.

## Vida
Ele era o  quarto ou quinto filho de Fujiwara no Kaneie e sua mãe era Tokihime. Entre seus irmãos dois foram Sekkan (Regentes) e dois consortes imperiais. Começou sua carreira política na idade de 15 anos, mas sendo o filho mais novo não tinha uma presença significativa na Corte até que seus dois irmãos morreram em 995.

## Carreira
A partir de então começou a adquirir poder político e a aprovação para a Corte de seus parentes, especialmente seu sobrinho Fujiwara no Korekicha. Foi nomeado Nairan, o secretário do Imperador, responsável por analisar os documentos antes do Imperador a ler.
Pouco depois Michinaga se utilizou de uma estratégia. Historicamente, os Imperadores sempre tiveram uma esposa, o Imperador Ichijo tinha como esposa a sobrinha de Michinaga, mas depois que o Imperador legalizou a presença de duas imperatrizes simultaneamente, Michinaga conseguiu com que sua filha Shoshi, se tornasse a segunda Imperatriz no ano de 1000 e recebesse o título de Chugu (a primeira esposa tinha o título Kogo). Com a morte da primeira imperatriz, Michinaga assegurou mais tarde o poder a Imperatriz Shoshi dar à luz a dois filhos: o futuro Imperador Go-Ichijo e o futuro Imperador Go-Suzaku.
Quando o Imperador Ichijo se aposentou em 1011, subiu ao trono o Imperador Sanjo, que era primo de Michinaga. Neste período, ambos tinham divergências e Michinaga pressionou Sanjō a abdicar em 1016 em favor de Go-Ichijo. Neste ano Michinaga assumiria como Sesshō (regente) até 1017, mas havia usurpado tomando o poder de Kampaku mesmo não sendo nomeado para isso, por este fato Michinaga ficou conhecido como Mido Kampaku.
Depois que ele se aposentou da vida política em 1019, pouco se ouviu falar dele até sua morte. Escreveu um diário chamado Mido Kanpakuki, que é a principal fonte de informações sobre a vida da corte no Período Heian.